# U-79 (1941)
| U-79 | U-79 | U-79 |
| --- | --- | --- |
| | | |
| | | |
| | | |
| Під прапором                                                                                                | Третій Рейх | Третій Рейх |
| Належність                                                                                                  | Крігсмаріне | Крігсмаріне |
| Спуск на воду                                                                                               | 25 січня 1941 року | 25 січня 1941 року |
| Введений до складу флоту                                                                                    | 23 грудня 1941 року | 23 грудня 1941 року |
| Сучасний статус                                                                                             | затоплений | затоплений |
| Бойовий досвід                                                                                              | Друга світова війна Битва за Атлантику                                                                                               | Друга світова війна Битва за Атлантику                                                                                               |
| Проєкт | | |
| Тип ПЧ | середній торпедний ДПЧ | середній торпедний ДПЧ |
| Вартість | 4 714 000 ℛℳ | 4 714 000 ℛℳ |
| Основні характеристики                                                                                      | | |
| Швидкість (надводна)                                                                                        | 17,7 вузла (32,8 км/год) | 17,7 вузла (32,8 км/год) |
| Швидкість (підводна)                                                                                        | 7,6 вузла (14,1 км/год) | 7,6 вузла (14,1 км/год) |
| Робоча глибина занурення                                                                                    | 230 м | 230 м |
| Гранична глибина занурення                                                                                  | 250—295 м | 250—295 м |
| Дальність плавання                                                                                          | 80 миль (150 км) на швидкості 4 вузли (в підводному положенні) 8500 миль (15 700 км) на швидкості 10 вузлів (у надводному положенні) | 80 миль (150 км) на швидкості 4 вузли (в підводному положенні) 8500 миль (15 700 км) на швидкості 10 вузлів (у надводному положенні) |
| Екіпаж | 44—52 особи | 44—52 особи |
| Розміри | | |
| Довжина найбільша (по КВЛ)                                                                                  | 67,1 м | 67,1 м |
| Ширина корпусу найб.                                                                                        | 6,2 м | 6,2 м |
| Висота | 9,6 м | 9,6 м |
| Середня осадка (по КВЛ)                                                                                     | 4,74 м | 4,74 м |
| Водотоннажність надводна                                                                                    | 769 т | 769 т |
| Силова установка                                                                                            | | |
| дизель-електрична; 2 дизельних двигуни MAN M 6 V 40/46, 2 електродвигуни Siemens-Schuckertwerke GU 343/38-8 | | |
| Гвинти | 2 | 2 |
| Потужність                                                                                                  | 2 × 2100—2310 к.с. (дизелі) 2 × 750 к.с. (електродвигуни)                                                                            | 2 × 2100—2310 к.с. (дизелі) 2 × 750 к.с. (електродвигуни)                                                                            |
| Озброєння                                                                                                   | | |
| Артилерія                                                                                                   | 1 × 88-мм палубна гармата SK C/35 | 1 × 88-мм палубна гармата SK C/35 |
| Торпедно- мінне озброєння                                                                                   | 4 носових і один кормовий ТА 14 торпед та 26 мін TMA                                                                                 | 4 носових і один кормовий ТА 14 торпед та 26 мін TMA                                                                                 |
| ППО | 1 × 37-мм зенітна гармата Flak M42 2 × 20-мм зенітні гармати FlaK 30                                                                 | 1 × 37-мм зенітна гармата Flak M42 2 × 20-мм зенітні гармати FlaK 30                                                                 |

U-79 — німецький підводний човен типу VIIC часів  Другої світової війни.
Замовлення на будівництво човна віддане 25 січня 1939 року. Човен заклали на верфі суднобудівної компанії «Bremer Vulkan» у місті Бремен 17 квітня 1940 року під заводським номером 7, спущений на воду 25 січня 1941 року, 13 березня 1941 року увійшов до складу 1-ї флотилії. Також за час служби входив до складу 23-ї флотилії. Єдиним командиром човна був капітан-лейтенант Вольфганг Кауфманн.
Човен зробив 6 бойових походів, в яких потопив 2 (загальна водотоннажність 2983 брт), пошкодив 1 судно та 1 військовий корабель.
23 грудня 1941 року потоплений у Середземному морі, північніше Соллуму (32°15′ пн. ш. 25°19′ сх. д. / 32.250° пн. ш. 25.317° сх. д.) глибинними бомбами британських есмінців «Гейсті» та «Хотспар». Всі 44 члени екіпажу врятовані.

## Потоплені та пошкоджені кораблі[3]
| Назва   | Тип                         | Належність      | Дата           | Тоннаж (БРТ) | Вантаж          | Статус     | Місце                                                       |
| Havtor  | суховантаж                  | Норвегія        | 11 червня 1941 | 1 524        | Баласт          | потоплено  | 63°35′ пн. ш. 28°05′ зх. д. / 63.583° пн. ш. 28.083° зх. д. |
| Tibia   | танкер                      | Нідерланди      | 27 червня 1941 | 10 356       | Дизельне паливо | пошкоджено | 59°55′ пн. ш. 30°49′ зх. д. / 59.917° пн. ш. 30.817° зх. д. |
| Kellwyn | суховантаж                  | Велика Британія | 27 липня 1941  | 1 459        | 1 100 т коксу   | потоплено  | 43°00′ пн. ш. 17°00′ зх. д. / 43.000° пн. ш. 17.000° зх. д. |
| «Гнат»  | річковий канонерський човен | Велика Британія | 21 жовтня 1941 | 625          |                 | пошкоджено | 32°08′ пн. ш. 25°22′ сх. д. / 32.133° пн. ш. 25.367° сх. д. |